# Brun stubbhätta
Brun stubbhätta (Mycenella bryophila) är en svampart som först beskrevs av Voglino, och fick sitt nu gällande namn av Rolf Singer 1951. Enligt Catalogue of Life ingår Brun stubbhätta i släktet Mycenella,  och familjen Tricholomataceae, men enligt Dyntaxa är tillhörigheten istället släktet Mycenella,  och familjen Physalacriaceae. Arten är reproducerande i Sverige. Inga underarter finns listade i Catalogue of Life.